# Prodeinodon
Il prodeinodonte (gen. Prodeinodon) è un dinosauro carnivoro di incerta collocazione sistematica. I resti fossili sono stati ritrovati in Mongolia e in Cina, in strati del Cretaceo inferiore (Barremiano/Aptiano, circa 120 milioni di anni fa). L'identità del genere è dubbia. 

## Classificazione
Descritto per la prima volta da Henry Fairfield Osborn nel 1924, questo taxon è basato su alcuni denti fossili rinvenuti in Mongolia, che mostrano una certa rassomiglianza con quelli dei tirannosauridi, in particolare con i denti noti come Aublysodon (considerato attualmente un esemplare giovane di Tyrannosaurus). È possibile quindi che Prodeinodon fosse un tirannosauroide arcaico. La specie tipo è Prodenodon mongoliensis, ma al genere è stata attribuita in seguito un'altra specie, P. kwangshiensis, sulla base di altri denti fossili descritti nel 1975 e provenienti dalla Cina. Questi fossili, invece, assomigliano a un altro "tooth taxon", l'altrettanto enigmatico Wakinosaurus satoi proveniente dal Giappone. 